# Рат Јевреја против Немачке (теорија завере)
Рат Јевреја против Немачке представља тврдњу да је постојао јеврејски рат против нацистичке Немачке је промовисала нацистичка пропаганда, а која тврди да је јеврејски народ, у оквиру теорије представљен као један историјски актер, започео Други светски рат и тежио уништењу Немачке. Тврдећи да је рат објавио 1939. године Хаим Вајцман, председник Светске ционистичке организације, нацисти су користили ову лажну идеју да оправдају прогон Јевреја под немачком контролом, уз образложење да је Холокауст био оправдана самоодбрана. Од краја Другог светског рата, теорија завере је популарна међу неонацистима и порицатељима Холокауста.

## Порекло
Након пораза Централних сила у Првом светском рату, у Вајмарској републици и Мађарској појавиле су се гласине које су тврдиле да су Јевреји у тим земљама ковали заверу са страним Јеврејима како би поткопали ратне напоре (мит о ножу у леђа). Неки су такође оптуживали европске Јевреје да раде заједно на покретању рата са циљем уништења Европе и остављања је рањивом на „јеврејску контролу“. Јевреји су такође окривљени за манипулисање мировним преговорима како би произвели незадовољавајући резултат у послератним споразумима, за своју сопствену корист.
Нацисти су тврдили да је антинацистички бојкот из 1933. био агресивна акција Јевреја и покренули су нацистички бојкот јеврејских предузећа у знак одмазде. Британски Дејли експрес је 24. марта 1933. објавио наслов у вези са антинацистичким бојкотом, наводећи „Јудеја објављује рат Немачкој“, показујући да такве тврдње нису ограничене само на нацистичку пропаганду. Пре него што је избио рат, Адолф Хитлер је више пута износио мишљење да Јевреји представљају озбиљну претњу Немачкој, укључујући и 30. јануара 1939. године када је одржао свој пророчански говор и предвидео да ће рат који су изазвали Јевреји довести до „уништења јеврејске расе у Европи“. 

## Други светски рат
За Хитлера, почетак Другог светског рата 1. септембра 1939. године потврдио је идеју да је све време постојала јеврејска завера против Немачке, иако је Немачка започела рат инвазијом на Пољску. Историчар Џефри Херф пише да „Према Хитлеровој параноичној логици, Јевреји су покренули рат како би нацисти били приморани да воде рат одмазде против Јевреја Европе“. Херф је такође написао да је „суштина нацистичке наратива о Другом светском рату“ била да је „историјски субјект назван 'међународно јеврејство' покренуо Други светски рат са намером да изазове 'бољшевизацију' света. То би пропало. Уместо тога, нацистичка Немачка би узвратила за ову агресију и уништила Јевреје. Водила би 'рат' против Јевреја као одговор на 'рат' који су Јевреји започели“.
Научник Рандал Бајтверк пише: „Нацисти су оправдали свој покушај истребљења Јевреја тврдећи да су се само бранили од јеврејских планова да униште Немачку и њено становништво“. Историчар Ерик Сјоберг наводи: „Нацисти су сами себе убедили да воде рат у одбрану немачке расе коју су им Јевреји наметнули. То је била лаж коју су људи којима је било потребно оправдање доживљавали као истину“. за убиство.“
У делу „Немачки рат“, историчар Николас Старгардт пише да су до средине 1942. године тврдокорни нацистички идеолози попут Мартина Бормана сматрали да Немци „треба да схвате да су сада заробљени у геноцидном глобалном сукобу, који се може завршити само њиховом победом или уништењем“. Као одговор на питања о томе како објаснити „изузетно оштре мере“ предузете против Јевреја, Борман је рекао локалним нацистичким оперативцима да оправдају, а не да поричу, систематску депортацију која је резултирала убиством.

### Писмо Хаима Вајцмана Невилу Чемберлену
Дана 29. августа 1939. године, председник Светске ционистичке организације Хаим Вајцман написао је писмо британском премијеру Невилу Чемберлену, које је садржало следећу изјаву: „У овом часу врхунске кризе, свест да Јевреји имају допринос одбрани светих вредности подстиче ме да напишем ово писмо. Желим да на најексплицитнији начин потврдим декларације које смо ја и моје колеге дали током последњег месеца, а посебно у последњој недељи: да Јевреји стоје уз Велику Британију и да ће се борити на страни демократија.“
У нацистичкој пропаганди, писмо је представљено као „јеврејска објава рата“ против нацистичке Немачке и претња стварним нападом „Јевреја“. „Јеврејска објава рата“ постала је уобичајени мотив у крајње десничарском антисемитизму након Другог светског рата. Нацисти су такође тврдили да је Вајцман 1942. године послао телеграм „ционистичкој групи“ у којем је навео: „Јевреји желе своје место у редовима, међу онима који имају за циљ уништење Немачке“. Нису пронађени докази да је Вајцман послао такав телеграм.
Шеф Рајх лиге немачке штампе, Ото Дитрих, издао је директиве којима се захтева од свих немачких новина да промовишу теорију јеврејске ратне завере. Једна директива из марта 1943. године захтевала је од новина да извештавају да: „Објава рата од стране Јевреја против европских народа резултирала је енергичним мерама које су предузете против Јевреја, не само у Немачкој већ и у многим другим европским државама.“

### Немачка мора пропасти!
Нацистичка пропаганда се фокусирала на и увелико преувеличавала значај самоиздате књиге Немачка мора пропасти! до тада непознатог америчког јеврејског бизнисмена Теодора Н. Кауфмана, која је наведена као доказ да Јевреји желе да изврше геноцид над нацистичком Немачком.

### Кампања против ционизма 1944. године
У јуну 1944. године, Дитрих и Хелмут Зиндерман покренули су кампању против ционизма, како би промовисали лаж да је немачки рат против Јевреја био одбрамбене природе. Порекло нацистичког геноцида над Јеврејима датира из 1929. године, када је Вајцман основао Јеврејску агенцију. Говорило се да су Јевреји тежили уништењу Немачке, што је коришћено за оправдање нацистичких напада на Јевреје. Мајкл Берковиц пише да је идеја о Јеврејској агенцији као центру антинемачке завере била „скандалозна“.

## Послератни период
Значајни послератни писци који су користили теорију завере укључују Дејвида Ервинга, порицатеља Холокауста. Немачки историчар Ернст Нолте је изјавио да је Вајцманов телеграм оправдавао интернирање Јевреја у Европи под немачком окупацијом као ратних заробљеника. Штавише, Вајцманово писмо би вероватно убедило Хитлера „у одлучност његових непријатеља да га униште много раније него када су прве информације о Аушвицу дошле до света“. Нолтеове изјаве је оспорио Јирген Хабермас током Historikerstreit-а. Дебора Липштат је написала да Нолтеовом аргументу „недостаје било каква унутрашња логика“, пошто је нацистички прогон Јевреја почео пре 1939. године, а Вајцман није имао оружане снаге да спроведе било какав „рат“ против Немачке.
Неонацистички пропагандни филм Европа: Последња битка промовише тврдњу да су Јевреји започели оба светска рата као део завере за успостављање Израела присиљавањем нациста да делују у самоодбрани.